# 釜無工業団地
釜無工業団地（かまなしこうぎょうだんち）は、山梨県中巨摩郡昭和町にある工業団地である。

## 概要
昭和町西部の築地新居・築地新田にかけて分布する。工業団地の西側には釜無川が流れている。元々は大日本帝国陸軍の玉幡飛行場だったところを、戦後に山梨県土地開発公社が1975年（昭和50年）までに買収し、翌1976年（昭和51年）より造成を開始。現在はキトーをはじめ5社が同敷地内で操業をしている。敷地面積は約66ha。
工業団地から北東の昭和町西条には中央自動車道・甲府昭和インターチェンジがあるほか、隣接する中央市山之神には甲府リバーサイドタウンや山梨県流通センターが所在しており、甲府盆地における交通や流通・商業施設が集中している地域である。

## 主な立地企業
- キトー本社兼工場
- テルモ甲府工場

## アクセス
- 中央自動車道甲府昭和インターチェンジより車5分。
- 身延線常永駅より徒歩15分。
- 甲府駅バスターミナルより山梨交通40・42・44・47・48系統のいずれかのバスに乗車し、農林高校バス停で下車し南側へ徒歩10分。